# Rößleinsdorf
Rößleinsdorf war ein Gemeindeteil der Kreisstadt Neustadt an der Aisch im Landkreis Neustadt an der Aisch-Bad Windsheim (Mittelfranken, Bayern). Rößleinsdorf lag in der Gemarkung Neustadt an der Aisch.

## Geografie
Das ehemalige Dorf ist mittlerweile in der Rößleinsdorfer Ortsstraße des Gemeindeteils Neustadt an der Aisch aufgegangen.

## Geschichte
Der Ort wurde im Lehenbuch des Markgrafen Friedrich I. von 1421 als „Roselstorff“ erstmals schriftlich erwähnt. Das Bestimmungswort des Ortsnamens ist Rosel, eine Kurzform von Chrodobertus mit Diminutivsuffix.
Rößleinsdorf gehörte zur Stadt Neustadt an der Aisch. Gegen Ende des 18. Jahrhunderts bestand der Ort aus 35 Anwesen. Das Hochgericht übte das brandenburg-bayreuthische Stadtvogteiamt Neustadt an der Aisch aus. Grundherren waren das Kastenamt Neustadt an der Aisch (6 Häckersgüter, 1 Ziegelhütte), das Klosteramt Birkenfeld (2 Gütlein, 3 Häckersgütlein, 3 Häuser, 1 Häuslein), die Stadt Neustadt (6 Güter), das Spital Neustadt an der Aisch (7 Höfe, 3 Sölden) und die Pfarrei Neustadt (3 Güter).
Von 1797 bis 1810 unterstand der Ort dem Justizamt Dachsbach und Kammeramt Neustadt. Im Rahmen des Gemeindeedikts wurde Rößleinsdorf dem 1811 gebildeten Steuerdistrikt Neustadt an der Aisch und der 1813 gegründeten Munizipalgemeinde Neustadt an der Aisch zugeordnet.

## Einwohnerentwicklung
| Jahr      | 001818 | 001836 | 001840 | 001861 | 001871 | 001885 | 001900 |
| Einwohner | 231    | 293    | 276    | 309    | 400    | 543    | 525    |
| Häuser    | 38     | 47     | 40     |        |        | 72     | 79     |
| Quelle    | [ 6 ]  | [ 7 ]  | [ 8 ]  | [ 9 ]  | [ 10 ] | [ 11 ] | [ 12 ] |

## Religion
Der Ort ist seit der Reformation evangelisch-lutherisch geprägt und bis heute nach St. Johannes der Täufer (Neustadt an der Aisch) gepfarrt. Die Katholiken sind nach St. Johannis Enthauptung (Neustadt an der Aisch) gepfarrt.